# Smaglik wrzosowiskowy
Smaglik wrzosowiskowy (Astenus procerus) – gatunek chrząszcza z rodziny kusakowatych i podrodziny żarlinków.
Gatunek ten został opisany w 1806 roku przez Johanna L.C.C. Gravenhorsta jako Paederus procerus.
Chrząszcz o wydłużonym i nieco spłaszczonym ciele długości od 4,5 do 5 mm. Ubarwiony jest matowo czarno z żółtawymi: tyłem pokryw i tylnymi brzegami tergitów odwłoka, a niekiedy z rdzawożółtymi barkami pokryw. Osobniki nie w pełni wybarwione (teneralne) są całkiem lub częściowo rdzawożółte lub rdzawe. Duża głowa jest ponad oczami łopatowato ku przodowi wydłużona. Przedplecze jest najszersze w części przedniej, nieobrzeżone, zaopatrzone w dwie pary długich szczecinek na bocznych krawędziach. Pokrywy są dłuższe niż szerokie, trochę szersze i wyraźnie dłuższe od przedplecza. Odwłok jest słabo rozszerzony ku tyłowi i ma tergity pozbawione poprzecznych bruzd nasadowych. W przypadku trzech początkowych tergitów odległości między bruzdami bocznymi są około dwukrotnie większe niż długości tychże tergitów. Szósty sternit odwłoka u samca ma trójkątne wcięcie na tylnym brzegu.
Owad znany z prawie wszystkich krajów Europy, w tym Polski, z Bliskiego Wschodu, wschodniej Palearktyki i Afryki Północnej. Zasiedla tereny otwarte, wrzosowiska oraz suche, widne lasy, gdzie bytuje wśród niskich roślin, w ściółce i pod kamieniami. Na piaskach spotykany także pod chrobotkami.